# حي أكتوبر (التواهي)
حي أكتوبر هو أحد أحياء مديرية التواهي في محافظة عدن اليمنية. يبلغ تعداد سكانه 9762 نسمة حسب التعداد السكاني في اليمن لعام 2004.